# Felix König
Felix König (* 26. Oktober 1990) ist ein ehemaliger deutscher Handballspieler, der zuletzt beim Bundesligisten SG BBM Bietigheim unter Vertrag stand.

## Karriere
Das Handballspielen erlernte König bei seinem Heimatverein JSG Balingen-Weilstetten, bei welchem er bis 2007 aktiv war. Im selben Jahr wechselte König ablösefrei zum HBW Balingen-Weilstetten, wo er zunächst einen Zwei-Jahres-Vertrag unterschrieb. 2009 verlängerte er diesen um weitere fünf Jahre. Sein erstes Spiel für den HBW bestritt König in der Saison 2009/10. In den darauffolgenden Saison wuchs König zum Leistungsträger seiner Mannschaft heran und stand in der Saison 2011/12 bereits 27 mal auf dem Feld. Zur Saison 2017/18 wechselte er zum Zweitligisten SG BBM Bietigheim. Mit Bietigheim stieg er 2018 in die Bundesliga auf. Nach der Saison 2018/19 beendete er seine Karriere.
König lief des Weiteren mehrere Male für verschiedene Junioren-Nationalmannschaften auf. Er wurde 2008 Junioren-Europameister und 2011 Junioren-Weltmeister.

## Sonstiges
Felix König besuchte das Gymnasium in Balingen und legte dort 2010 sein Abitur ab. Er studierte Sportpublizistik (Bachelor) und ist seit September 2020 verheiratet.
Seit der Saison 2023/24 ist König Geschäftsführer des HBW Balingen-Weilstetten und wurde damit Nachfolger von Wolfgang Strobel.